# 雨宮治郎
雨宮 治郎（あめのみや じろう、1889年5月17日 - 1970年5月13日）は、彫刻家、日本芸術院会員。群馬県出身。

## 経歴
1920年東京美術学校彫刻科卒業、1923年同研究科卒業、帝展、文展、日展に出品し、1950年日展審査員、日展運営会参事、1951年東京学芸大学教授、1957年日本芸術院賞受賞、1958年日展評議員、1962年日本彫塑会委員長、1964年日本芸術院会員、日展理事、1966年勲三等瑞宝章受章、1969年日展顧問。
晩年は東京都杉並区永福に自宅を構えた。
1970年5月13日、脳梗塞のため杉並区の東京大塚病院にて死去。告別式は同月22日、青山葬儀所で行われた。墓所は多磨霊園。
娘の雨宮敬子、息子の雨宮淳も彫刻家、芸術院会員。2013年現在日本体育大学世田谷キャンパス（深沢）1階エントランスホールには「健人（けんと）」の大ブロンズ像が飾られている。